# Robert Vaudois
Pour les articles homonymes, voir Vaudois.
Robert Vaudois, né dans le 15 avril 1921 dans le 14e arrondissement de Paris et mort le 9 janvier 2017, est un écrivain français, auteur de romans policiers et de guerre sous les pseudonymes de Rudy Fürtwengler et R.V. Karanoff.

## Biographie
Il est fait prisonnier durant la Deuxième Guerre mondiale. Après cinquante-cinq mois de captivité en Basse-Silésie, ses gardiens prennent la fuite, le 10 février 1945, devant l'avancée des troupes de l'armée soviétique. Libéré par les Russes, il se trouve coincé entre les belligérants. Cet enfer, qui dure pendant le dernier hiver de la guerre, l'auteur le raconte dans un récit autobiographique, intitulé Au fond de l'horreur, paru en 2005.
Après la guerre, Robert Vaudois se marie en avril 1948 à Alger avec Arlette Menella, le couple aura trois enfants. 
Membre du personnel de la Météorologie Nationale -aujourd'hui Météo-France -, Il est alors muté à Paris en 1953 et devient secrétaire administratif chef de section à la Direction de l'aviation civile et de la météorologie. En marge de cette activité professionnelle, il publie de nombreux romans aux Presses de la Cité, à L'Arabesque et au Gerfaut. Il écrit également des nouvelles pour les hebdomadaires satiriques Le Hérisson et Marius.
Dans sa fin de vie, il était résident au Teich, où il est mort le 9 janvier 2017.

## Œuvres (liste partielle)

### Romans
- L'Abominable Randonnée, Un mystère no 384, 1957
- Et que ça saute, Un mystère no 416, 1958
- Cette brave canaille, Un mystère no 442, 1958

### Ouvrage autobiographique
- Au fond de l'horreur, Coulommiers, Dualpha, coll. Vérités de l'histoire, 2005